# Ludvík-Filip Belgický
Ludvík-Filip Belgický (24. července 1833, Laken – 16. května 1834, Laken) byl nejstarší syn a následník trůnu belgického krále Leopolda I. a jeho druhé manželky Luisy Marie Orleánské.

## Život
Narodil se 24. července 1833 v lakenském paláci. Pokřtěn byl v katedrále svatého Michaela archanděla a svaté Guduly v Bruselu a to arcibiskupem Engelbertem Sterckxem. Byl pojmenován po jeho dědečkovy z matčiny strany králi Ludvíku Filipovi. Malému princi přezdívaly "Babochon".
Zemřel před svými prvními narozeninami na zánět sliznic. Pohřben byl v kryptě kostele Panny Marie v Lakenu.